# Žanis Grīva
Žanis Grīva, właściwie Žanis Folmanis (ur. 1910, zm. 1982 w Rydze) – łotewski pisarz.
Autor opowiadań i powieści (Miłość i nienawiść) o hiszpańskiej wojnie domowej 1936–39, także o II wojnie światowej. Pisał też reportaże oraz refleksje z podróży.

## Adaptacje filmowe
- Nokturn – radziecki film z 1966 roku w reżyserii Rostisława Gorjajewa z Polą Raksą i Gunārs Cilinskis w rolach głównych.
- Ciekawski żółwik – radziecki krótkometrażowy film animowany z 1987 roku w reżyserii Iwana Dawydowa.